# Martin Hvastija
Martin Hvastija (nascido em 30 de novembro de 1969) é um ex-ciclista esloveno, profissional de 1996 a 2005.
Competiu na prova individual e por equipes do ciclismo de estrada nos Jogos Olímpicos de 2000, disputadas na cidade de Sydney, Austrália.